# 高岳 (大奥女中)
高岳（たかおか/たかだけ、生没年不詳）は、江戸時代後期の大奥女中（上臈御年寄）。江戸幕府10代将軍・徳川家治、11代将軍・徳川家斉の時代には大奥で筆頭老女を務めた。

## 生涯
高岳は宝暦期には大奥の御年寄である松島局に続く実力者だったが、明和期になると大奥の筆頭老女として権勢をふるった。
明和2年（1765年）、仙台藩主・伊達重村が自身の官位昇進を実現するために高岳を含めた松平武元（老中筆頭）・田沼意次（御側御用取次）・田沼意誠（一橋徳川家家老）の4人に賄賂を贈った。このとき、高岳は重村に桜田御用屋敷内に自身の家を増築させた。
天明7年（1787年）に、松平定信が老中に就任する際には、将軍・徳川家斉から意見を求められた高岳と御年寄・滝川は反対姿勢を取ったと御年寄・大崎によって伝えられている。反対の理由としては、定信の実妹・種姫が10代将軍・徳川家治の養女となっているため、将軍家の縁者は幕政に参与するべきではないという考えであった。定信の老中就任後、高岳は筆頭老女を退いた。

## 高岳が登場する作品
テレビドラマ
- 大奥（NHK・2023年、演：相島一之）※男女逆転設定
- 大奥（フジテレビ・2024年、演：田中道子）
- べらぼう〜蔦重栄華乃夢噺〜（NHK大河ドラマ・2025年、演：冨永愛）